# Centrale nucléaire de Novovoronej
La centrale nucléaire de Novovoronej (en russe : Нововоронежская АЭС, Novovoronejskaïa AES), composée de 7 réacteurs, est située à proximité de Novovoronej, dans l'oblast de Voronej, en Russie centrale, à environ 600 kilomètres au sud de Moscou.  La centrale appartient à la Société d’État de l’énergie atomique Rosatom, et elle est exploitée par une des filiales de la société par actions Rosenergoatom. À ce jour, trois réacteurs sont mis à l’arrêt définitif et quatre réacteurs sont opérationnels. Pour rappel : début 2025, selon l'AIEA, la Russie compte 36 réacteurs en exploitation, qui fournissent près de 20 % de l’électricité du pays.

## Description
La construction de cette centrale a démarré en 1957 ; c'est la plus vieille centrale nucléaire de production d'électricité de Russie. Les réacteurs sont des réacteurs à eau pressurisée du type VVER de puissances différentes. Le propriétaire-exploitant est l'entreprise d'état Rosenergoatom. Les réacteurs 1 à 3 sont définitivement arrêtés (en cours de démantèlement), mais en 2025, les réacteurs 4, 5, 6 et 7 sont encore en fonctionnement.

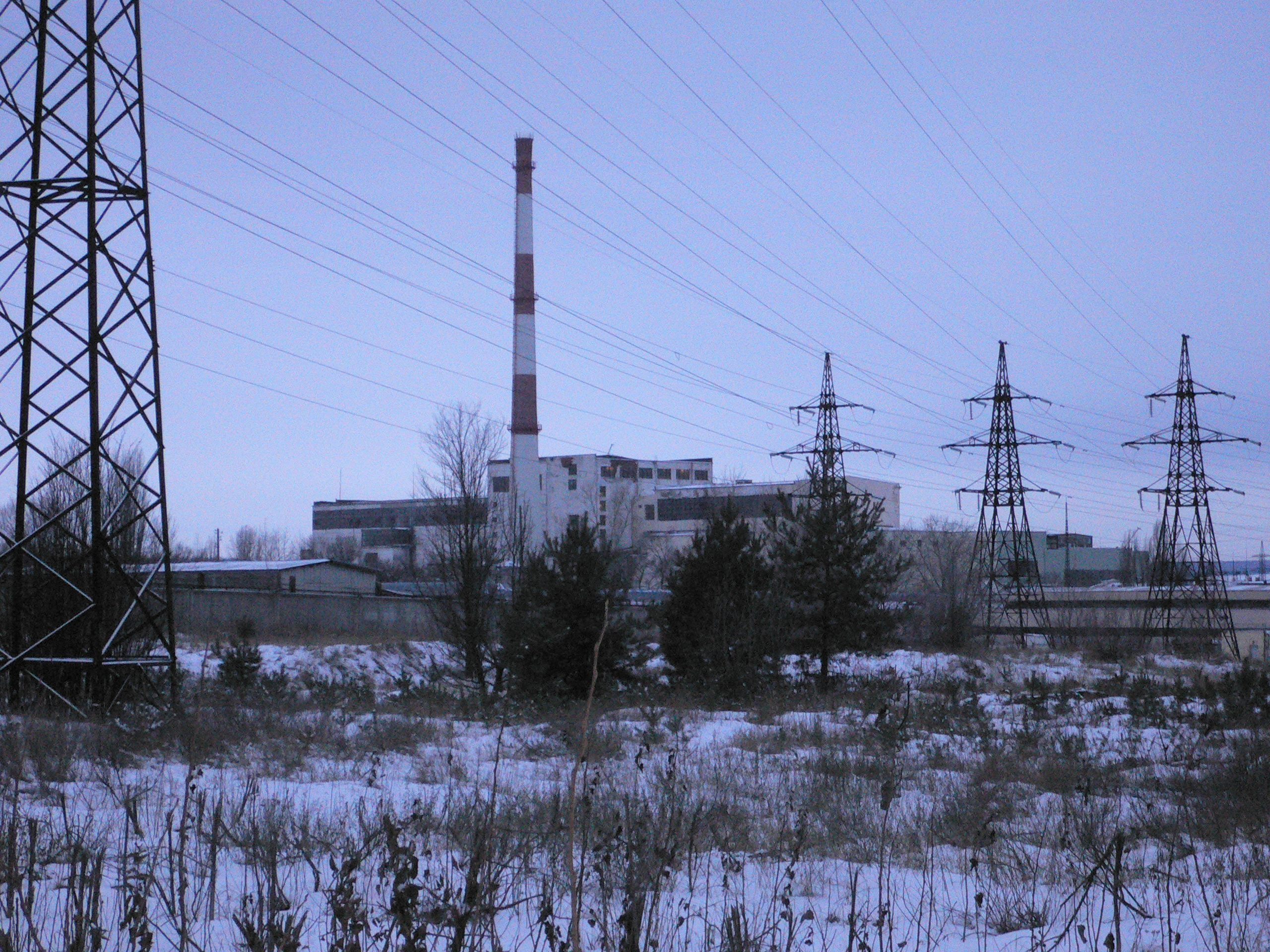
Novovoronej 1 et 2
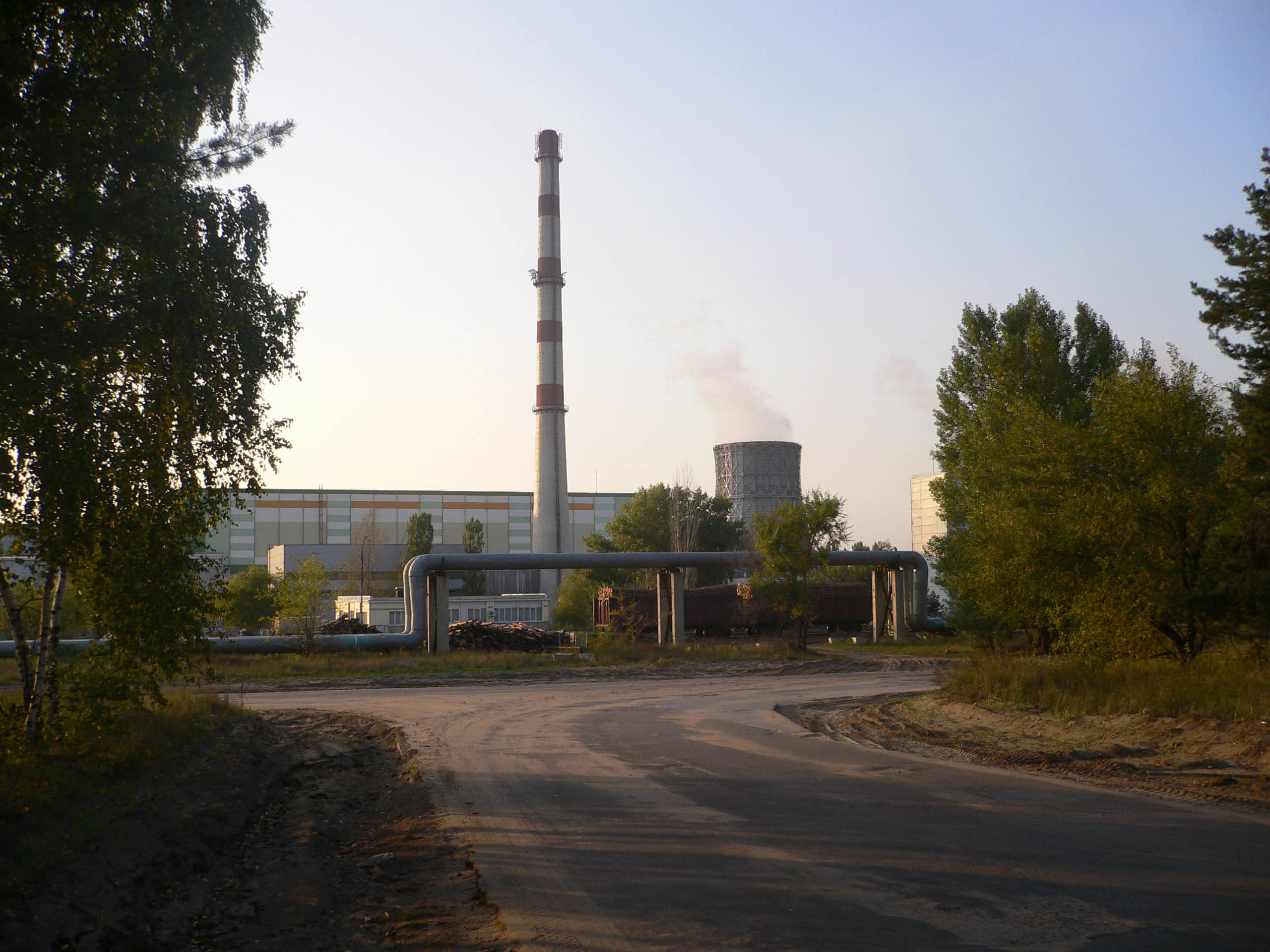
Novovoronej 3 et 4
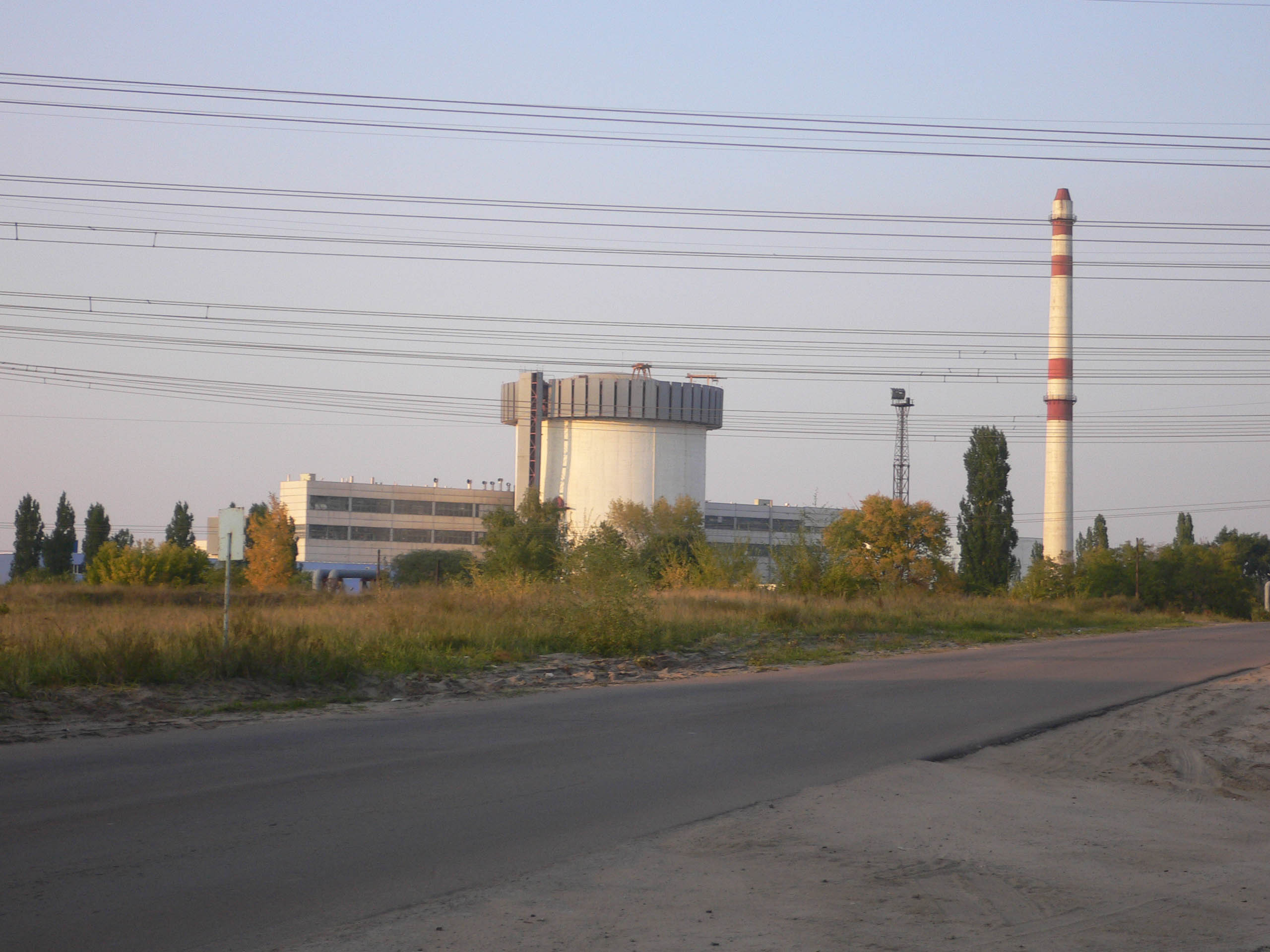
Novovoronej 5
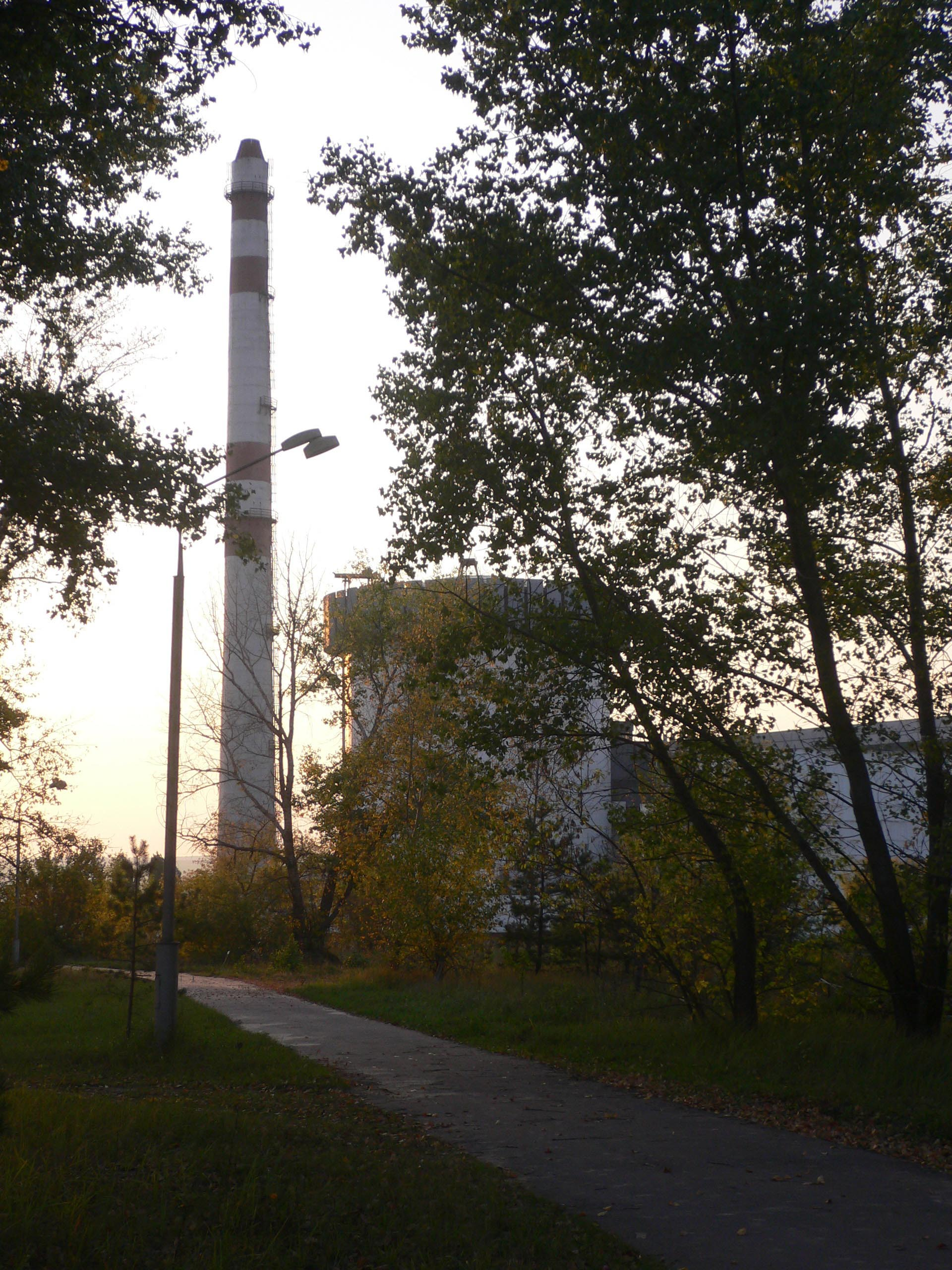
Novovoronej 5
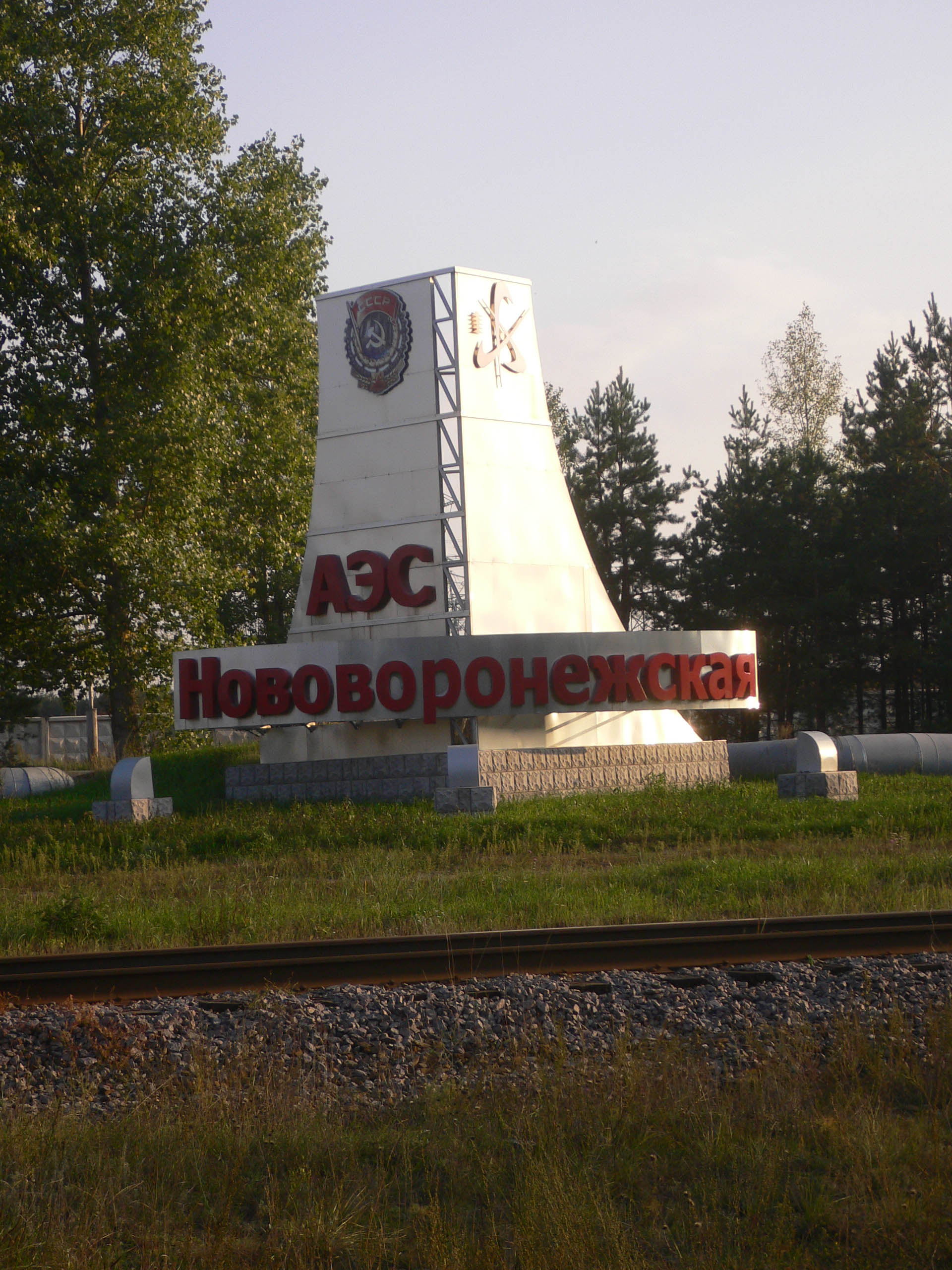
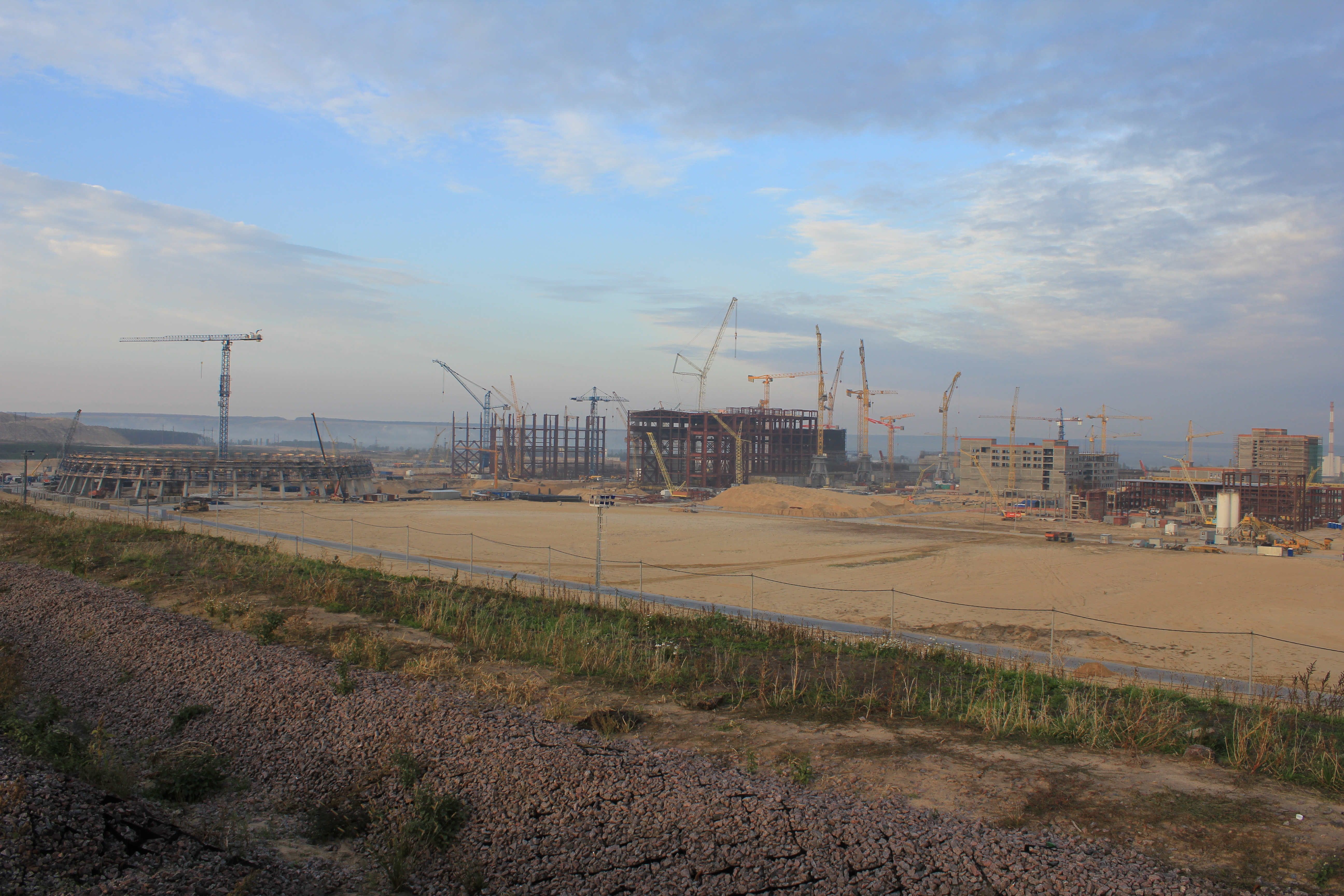
Vue d'ensemble du chantier de Novovoronezh II
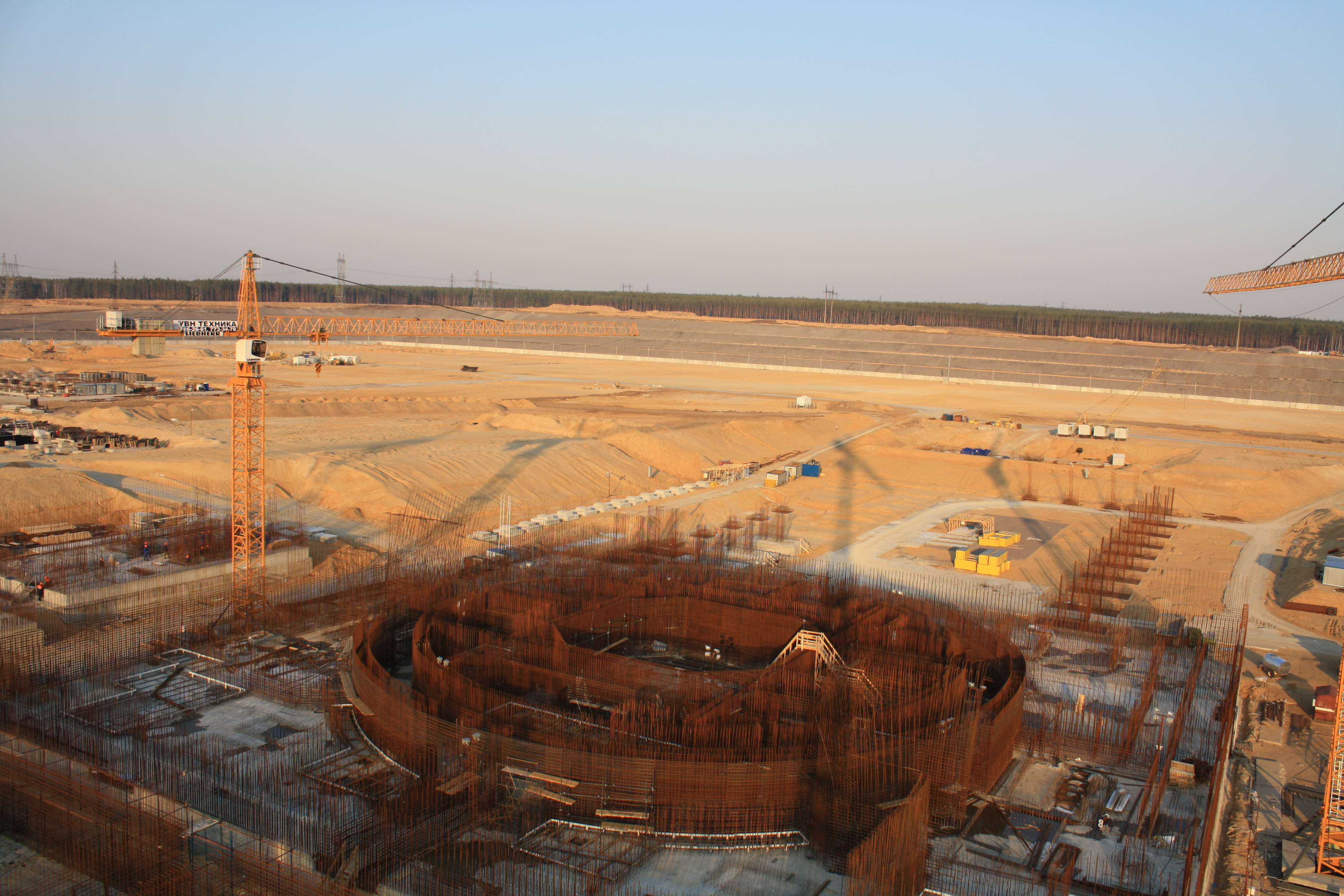
Fondation du réacteur no 1 de Novovoronezh II
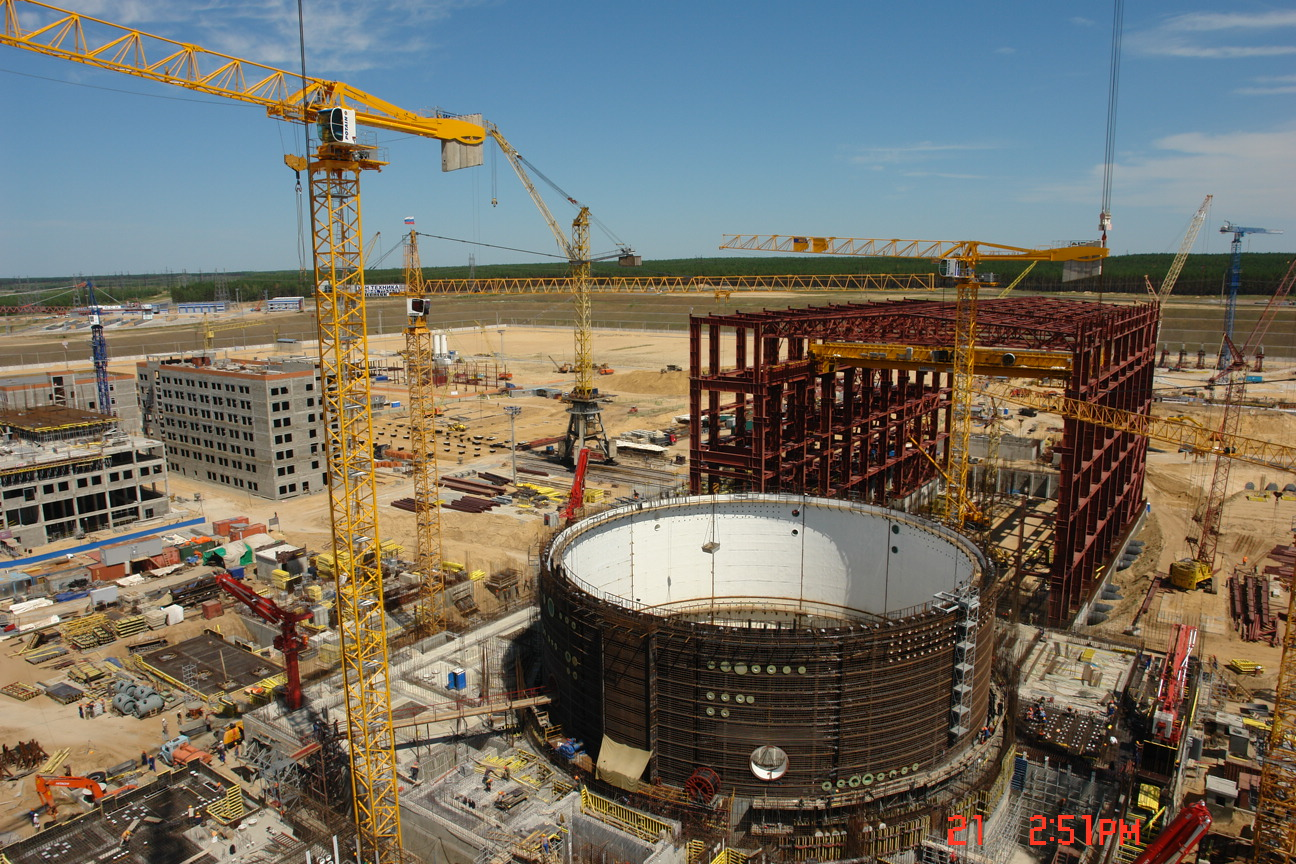
Réacteur no 1 de Novovoronezh II
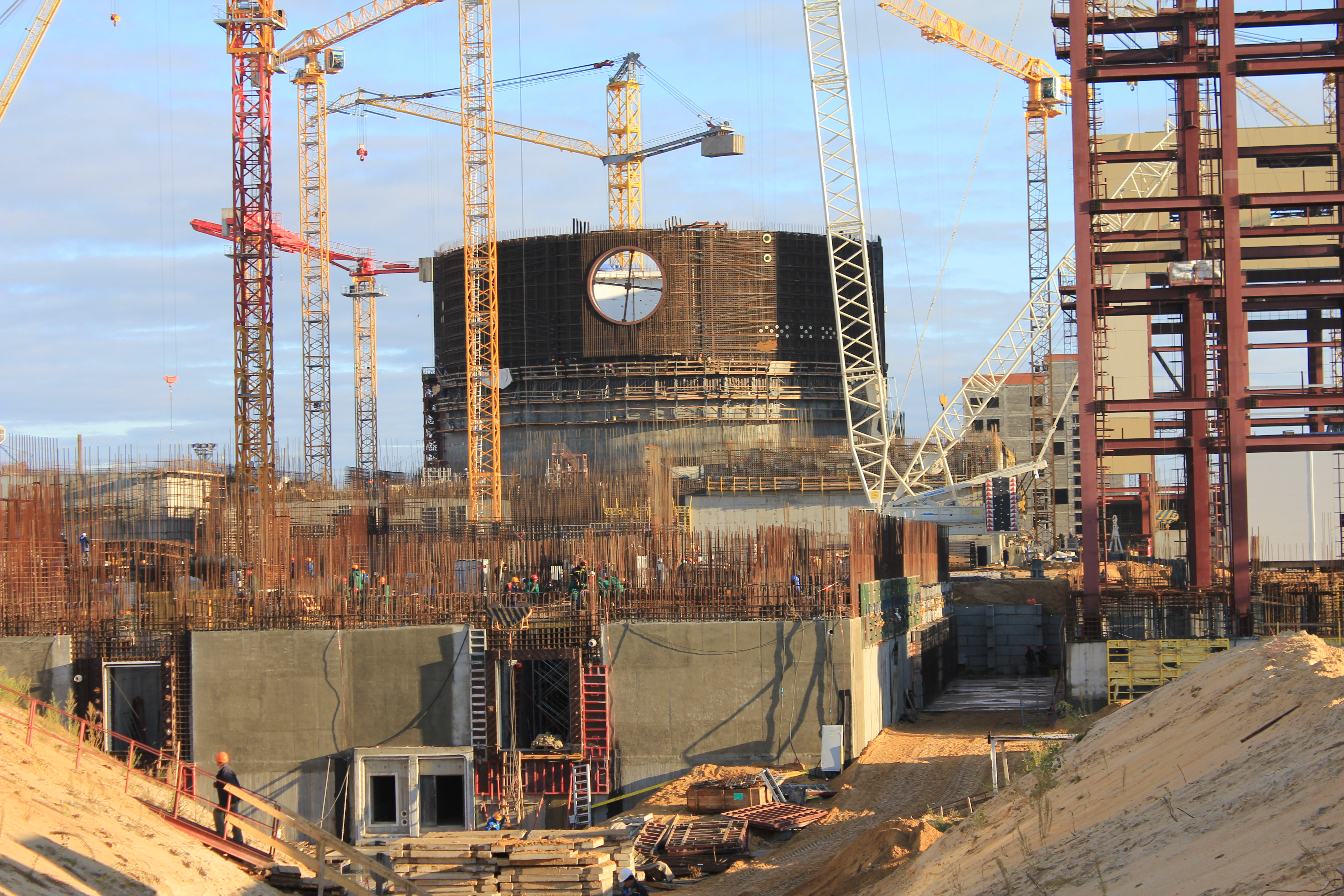
Au premier plan, le réacteur no 2, en arrière-plan le réacteur no 1 de Novovoronezh II
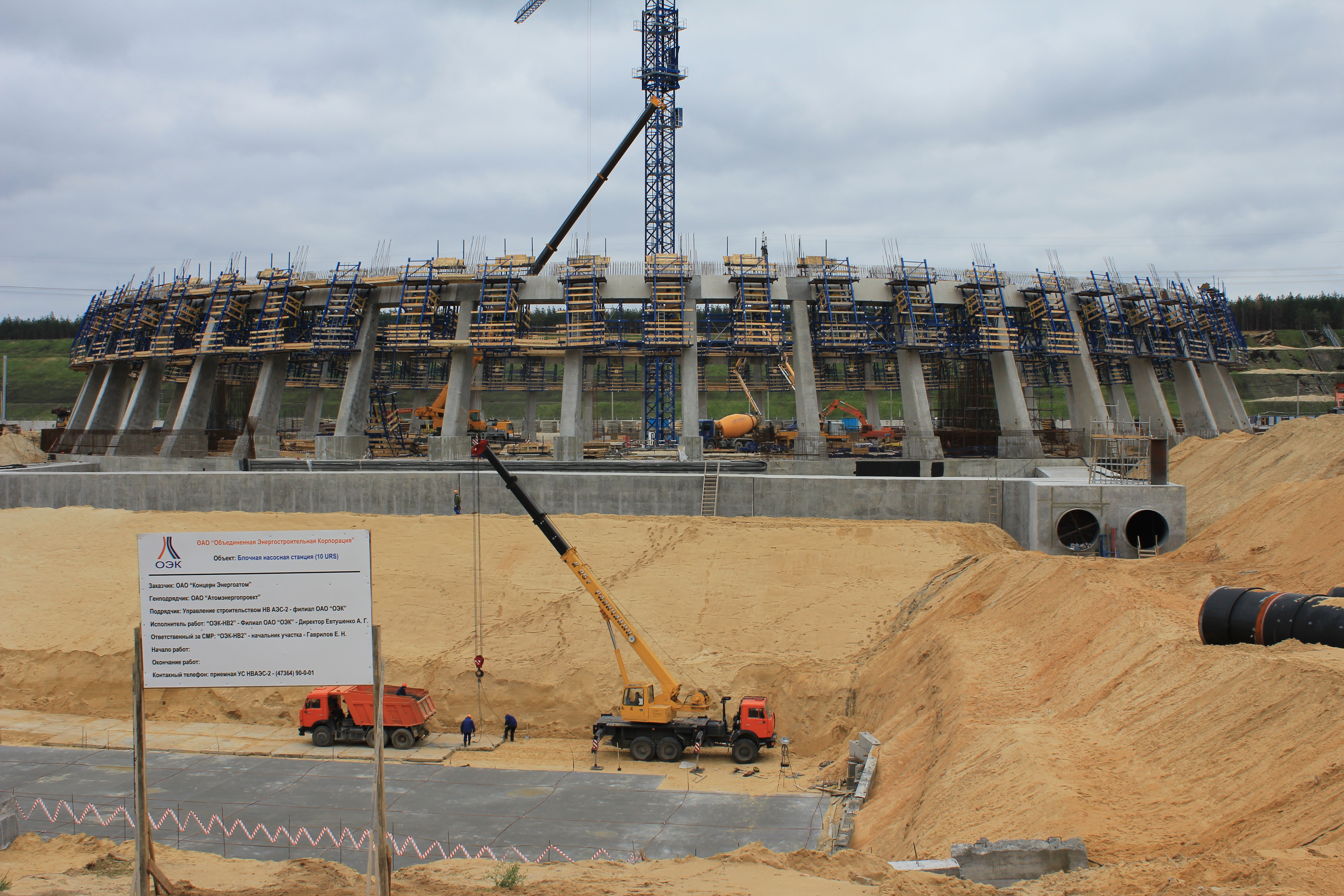
Fondations de la tour de refroidissement du réacteur no 1 de  Novovoronezh II

| Nom du réacteur | Modèle         | Puissance brute(MW) | Puissance nette(MW) | Début de construction | Raccordement au réseau | Mise en service commercial | Statut                                      |
| --------------- | -------------- | ------------------- | ------------------- | --------------------- | ---------------------- | -------------------------- | ------------------------------------------- |
| Novovoronej-1   | VVER-210       | 210                 | 197                 | 01.07.1957            | 30.09.1964             | 31.12.1964                 | Mis à l'arrêt définitif en février 1988     |
| Novovoronej-2   | VVER-365       | 365                 | 336                 | 01.06.1964            | 27.12.1969             | 14.04.1970                 | Mis à l'arrêt définitif en août 1990        |
| Novovoronej-3   | VVER-440/179   | 417                 | 385                 | 01.07.1967            | 27.12.1971             | 29.06.1972                 | Mis à l'arrêt définitif en décembre 2016    |
| Novovoronej-4   | VVER-440/179   | 417                 | 385                 | 01.07.1967            | 28.12.1972             | 24.03.1973                 | Opérationnel, mise à l'arrêt prévue en 2032 |
| Novovoronej-5   | VVER-1000/187  | 1000                | 950                 | 01.03.1974            | 31.05.1980             | 20.02.1981                 | Opérationnel, mise à l'arrêt prévue en 2035 |
| Novovoronej 2-1 | VVER-1200/392M | 1180                | 1114                | 24.06.2008            | 05.08.2016             | 27.02.2017                 | Opérationnel, mise à l'arrêt prévue en 2077 |
| Novovoronej 2-2 | VVER-1200/392M | 1180                | 1114                | 12.07.2009            | 01.05.2019             | 31.10.2019                 | Opérationnel, mise à l'arrêt prévu en 2077  |

Arrière-plan